# Geist

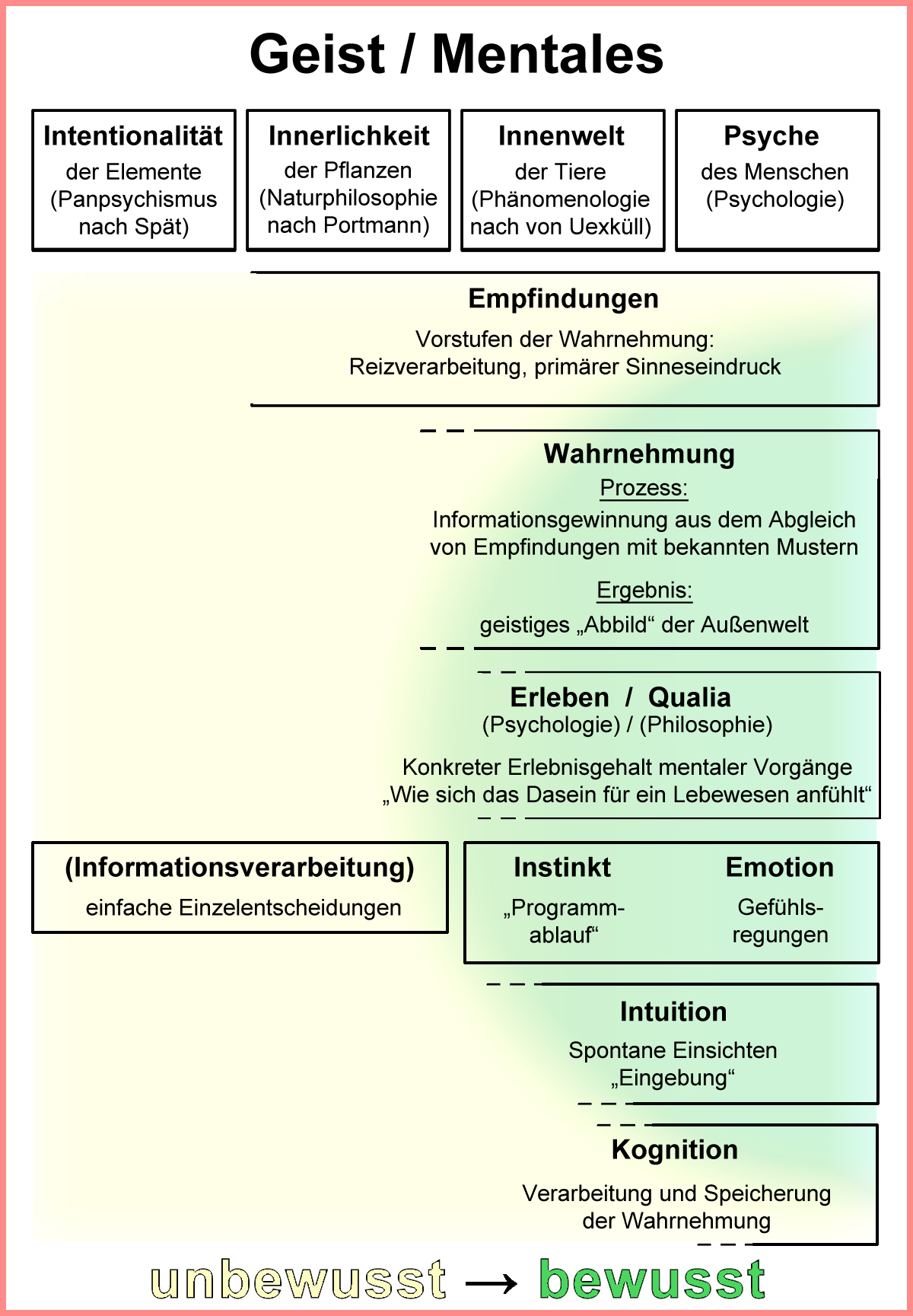
Schematische Darstellung, grobe Kategorisierung und Kurzdefinitionen der grundlegenden Begriffe aus Psychologie und/oder Philosophie zu geistigen Phänomenen

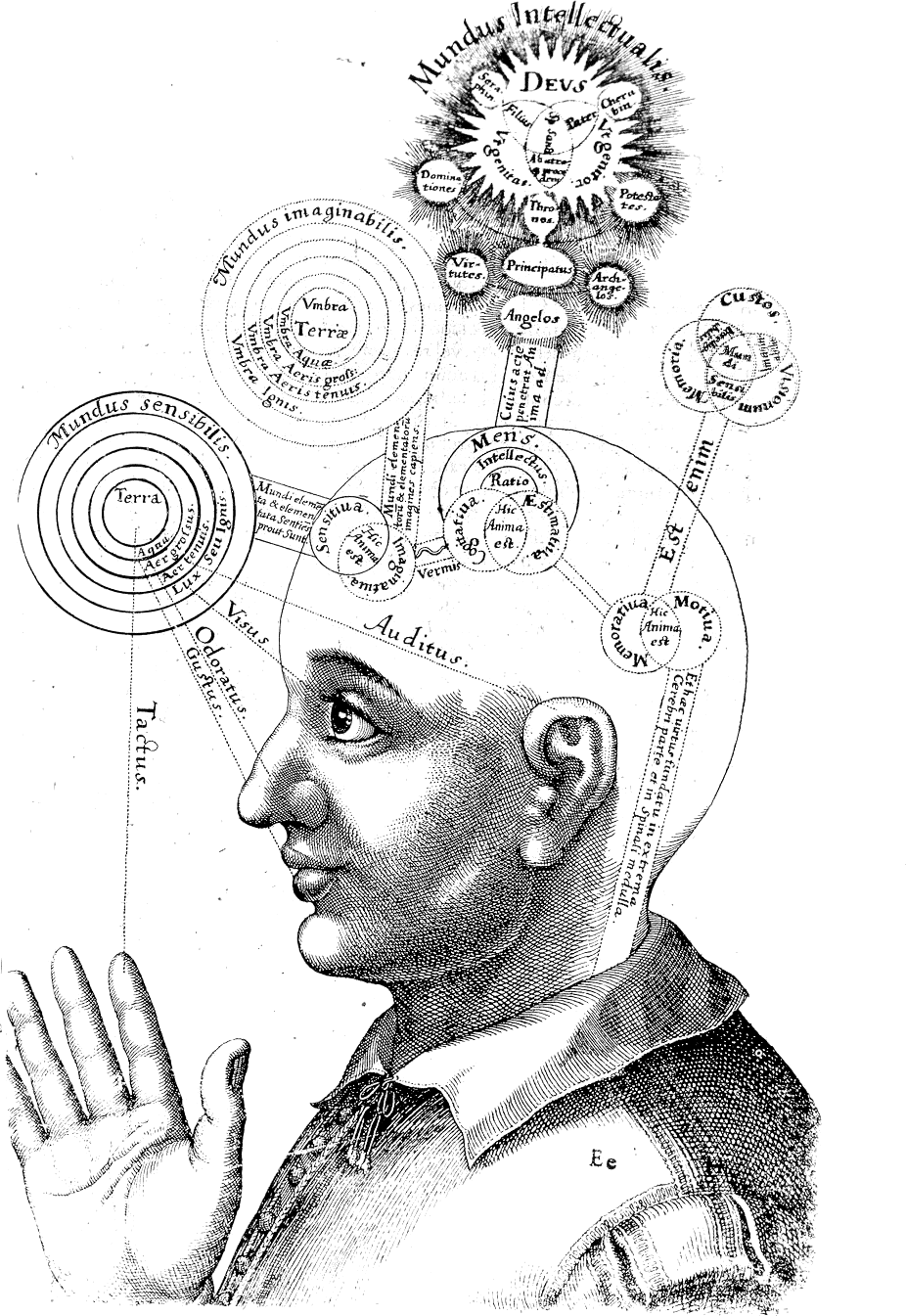
Abbildung aus Robert Fludds Utriusque cosmi maioris scilicet et minoris […] historia

Geist (altgriechisch πνεῦμα pneuma, νοῦς nous und auch ψυχή psyche, lateinisch spiritus, mens, animus bzw. anima, hebräisch ruach und arabisch rūḥ, englisch mind, spirit, französisch esprit) ist ein uneinheitlich verwendeter Begriff der Philosophie, Theologie, Psychologie und Alltagssprache. Statt des Adjektivs geistig wird fachsprachlich auch der Ausdruck mental gebraucht.
Man kann grob zwischen drei Bedeutungen des Begriffs „Geist“ unterscheiden:
- Allgemeinsprachlich steht geistig für die kognitiven Fähigkeiten des Menschen, während Geist meist ein Synonym für die individuelle menschliche Psyche (Wahrnehmung, Gefühl, Bewusstsein, Denken, Erinnerung, Motivation, Konzentration, Kreativität, Träume und vieles mehr) ist.
- In Wissenschaft und Philosophie wird die Bezeichnung Geist unterschiedlich und oft im Sinne der allgemeinsprachlichen Bedeutung verwendet. Wenn es um das Verhältnis zum Körperlichen geht, handelt es sich oftmals um einen Oberbegriff für jegliche Formen subjektiver Innerlichkeit von Lebewesen oder – je nach philosophischer Denkrichtung – darüber hinaus.
- Mit religiösen Vorstellungen von einer Seele bis hin zu Jenseitserwartungen verknüpft, umfasst Geist die oft als spirituell bezeichneten Annahmen einer nicht an den leiblichen Körper gebundenen, nur auf ihn einwirkenden reinen oder absoluten, transpersonalen oder gar transzendenten Geistigkeit, die als von Gott geschaffen oder ihm gleich oder wesensgleich, wenn nicht sogar mit ihm identisch gedacht wird. Heiliger Geist wird in der christlichen Vorstellungswelt dagegen der „Geist Gottes“ genannt, der als Person der göttlichen Dreieinigkeit verstanden wird.

Die Frage nach der „Natur“ des Geistes ist ein zentrales Thema der Metaphysik, da es sich dabei um ein stark vereinfachtes und verändertes, immaterielles „inneres Modell“ der Umwelt eines bestimmten Subjektes handelt, das ihm die Orientierung in „seiner“ Welt ermöglicht. Diese „Abbild“ hat zwar seine Ursache in der objektiven Welt, ist aber selbst immateriell und entzieht sich damit der physischen Untersuchung durch die Naturwissenschaften.
In der Tradition des deutschen Idealismus bezieht sich der Begriff hingegen auf überindividuelle Strukturen. In diesem Sinne ist etwa die hegelsche Philosophie zu verstehen, aber auch Wilhelm Diltheys Konzeption der Geisteswissenschaften.

## Der Begriff des Geistes

### Etymologie

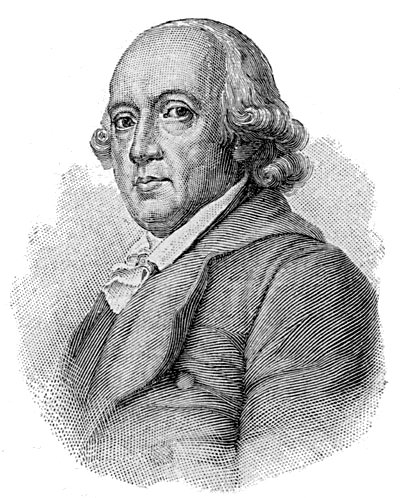
Johann Gottfried Herder

Die modernen heterogenen Konzeptionen des Geistes haben ihren Ursprung zum einen in der antiken Philosophie und zum anderen in der Bibel. Während sich in den meisten romanischen Sprachen ein entsprechender Begriff aus dem lateinischen spiritus entwickelte, leitet sich der Begriff des Geistes aus der indogermanischen Wurzel *gheis- für erschaudern, ergriffen und aufgeregt sein ab. Das westgermanische Wort *ghoizdo-z bedeutete wohl „übernatürliches Wesen“ und wurde mit der Christianisierung der Germanen christlich umgedeutet, so dass der Begriff in althochdeutschen (geist) und altenglischen (gást) Schriften als Übersetzung für den biblischen Spiritus Sanctus diente. Dieser Sinngehalt des Wortes hielt sich bis in die Gegenwart, so dass „Geist“ auch als Synonym für „Gespenst“ verwendet wird.
Eine weitere Bedeutungsebene, die heute jedoch nicht mehr offensichtlich ist, stellt „Geist“ in einen Zusammenhang mit „Atem, Windeshauch“ als Ausdruck der Belebtheit. So findet sich noch in Luthers Übersetzung der Bibel die Formulierung „der himmel ist durchs wort des herrn gemacht und all sein heer durch den geist seines munds“. Auch das lateinische spiritus weist diese Bedeutung auf; es ist mit spirare „atmen“ verwandt.
In verschiedenen Theorien, gelegentlich auch im Alltag, wird der Ausdruck zur Charakterisierung überindividueller Phänomene, Objekte, Eigenschaften oder Prozesse eingesetzt. Johann Gottfried Herders Werk Vom Geist des Christentums prägte diese Begriffsverwendung entscheidend mit. Ein zentrales Konzept der deutschsprachigen Kultur wurde „Geist“ spätestens mit dem Werk Georg Wilhelm Friedrich Hegels. Nach Hegel manifestiert sich in Gemeinschaften ein objektiver Geist, während der absolute Geist Kunst, Philosophie und Religion auszeichnet. Auch die Sozialwissenschaften benutzen den Begriff des Geistes, um auf Merkmale von Gemeinschaften hinzuweisen. In dem Sinne ist etwa Max Webers Rede vom „Geist“ des Kapitalismus zu verstehen. Dieser „Geist“ ergibt sich durch die Normen und Werte kapitalistischer Gemeinschaften. Im allgemeinen Sprachgebrauch findet sich beispielsweise die Formulierung: „Hier herrscht ein Geist der Eintracht“.

### Übliche Begriffsverwendung in moderner Philosophie und Wissenschaft

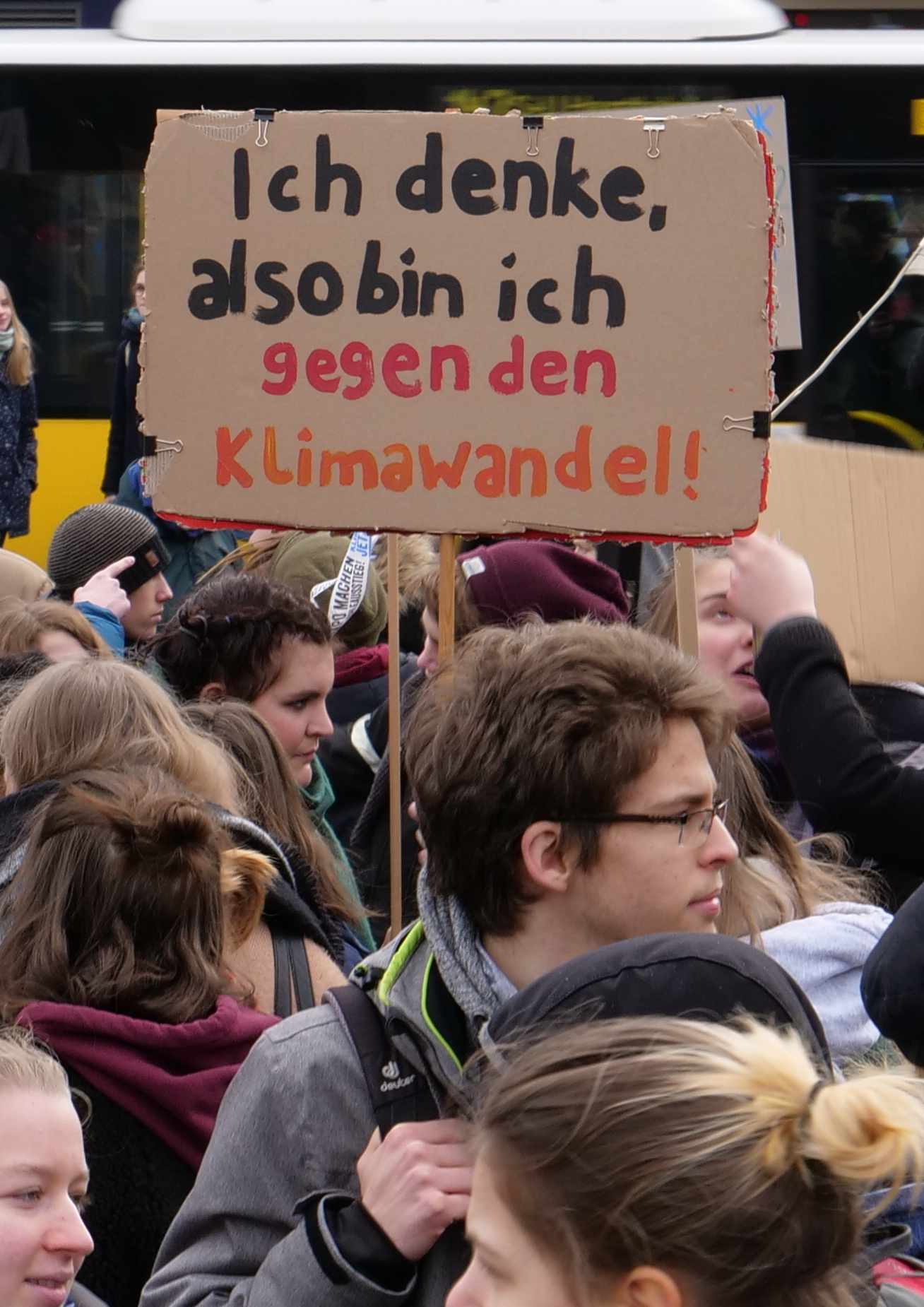
Ein Mensch weiß, dass er wahrnimmt, fühlt und denkt.

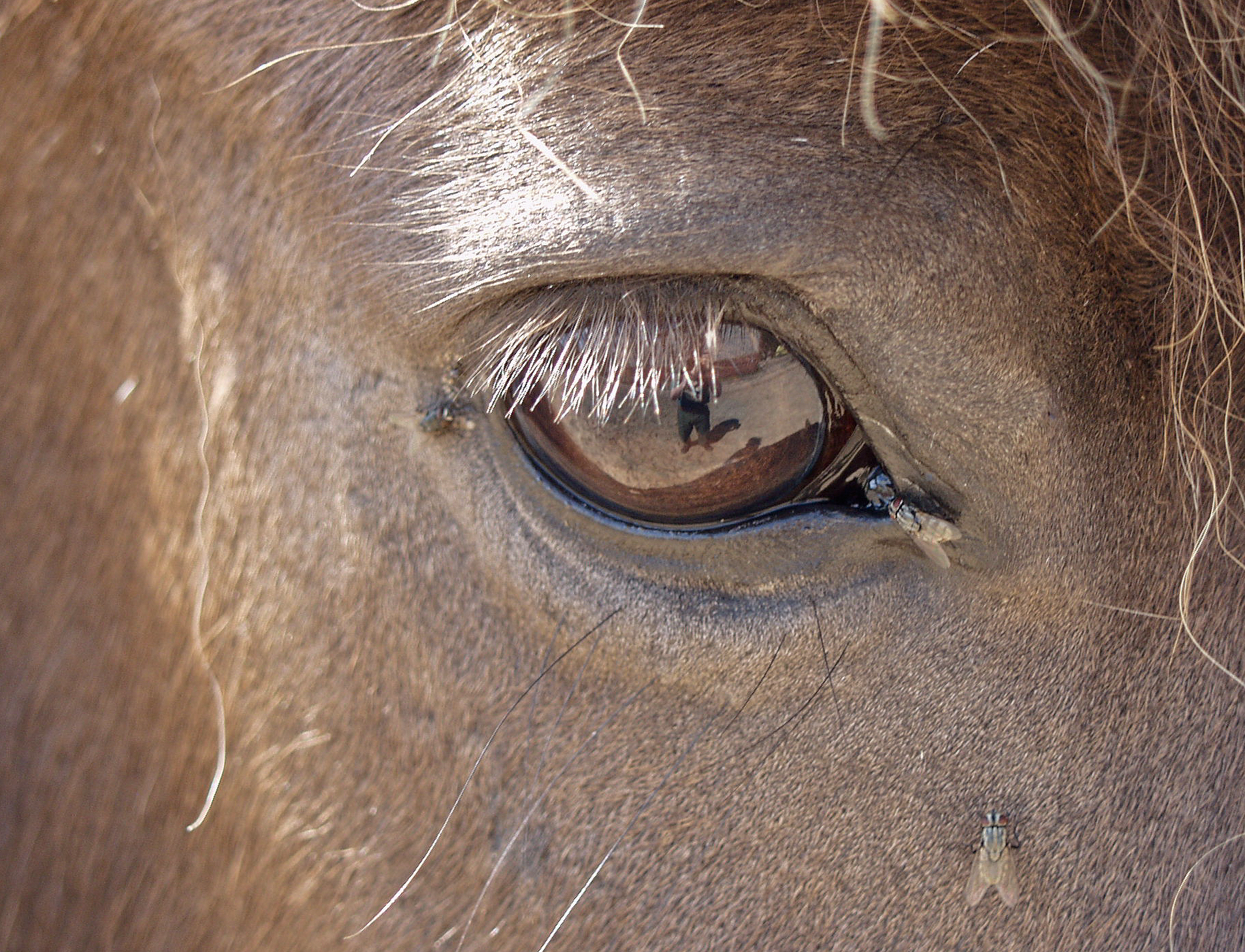
Wie sieht das Pferd den Fotografen? Nehmen die Fliegen das Pferd wahr?

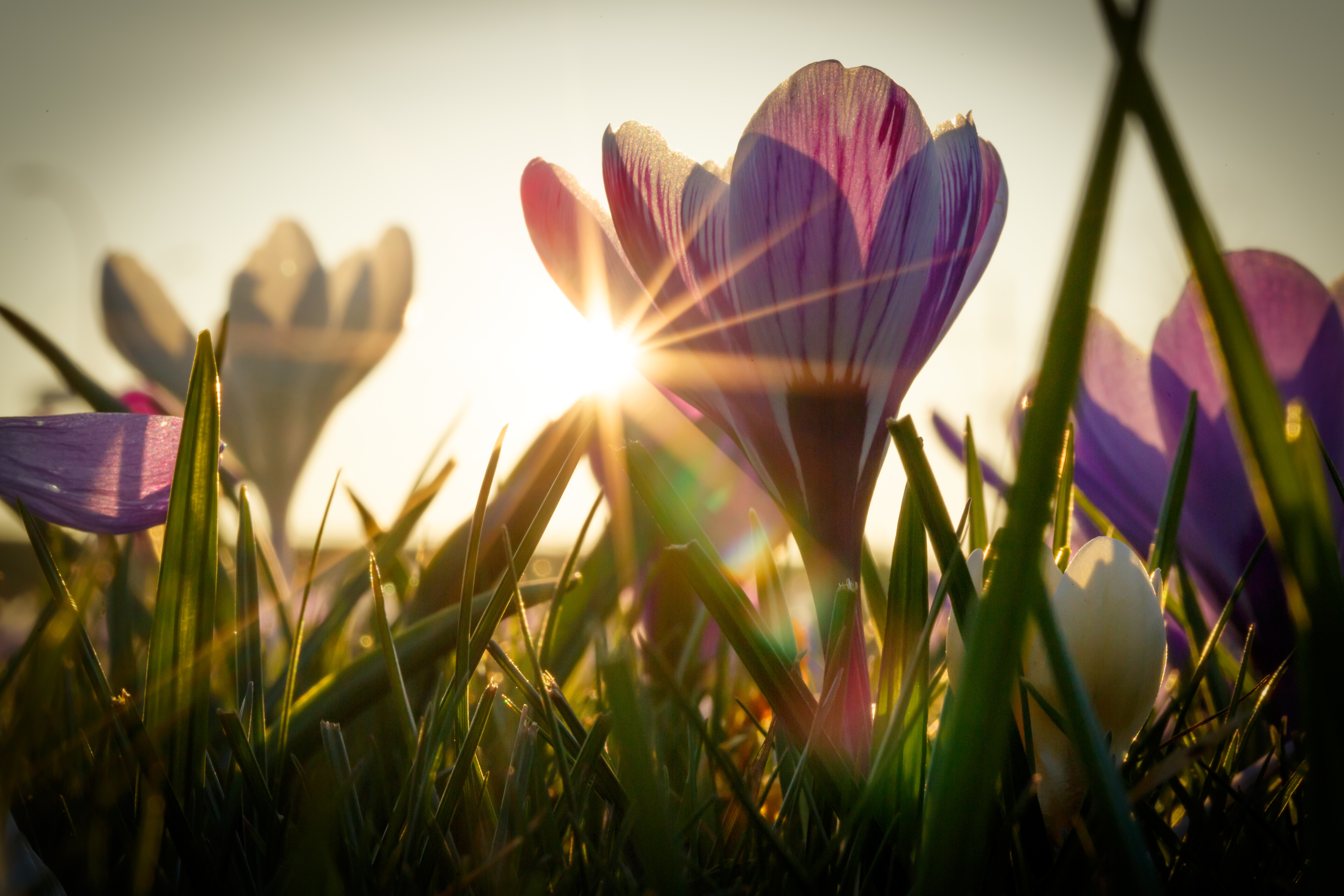
Spüren Pflanzen das Sonnenlicht, zu dem sie sich hinwenden?

Geist ist ein unscharfer Sammelbegriff für alle Formen subjektiver Innerlichkeit. Dies umfasst bewusste und unbewusste Vorgänge des Empfindens, Wahrnehmens und Erlebens (Emotionen, Kognition und Intuition), wie sie jeder Mensch direkt und unmittelbar erfährt. Dies umfasst die alltägliche Erkenntnis, dass (zumindest) das bewusste geistige „Abbild“ der Realität sowie Erinnerung und Vorstellung aus Informationen stammen, die uns von den Sinnesorganen aus der Umwelt vermittelt werden.

#### Prinzipielle Unbeweisbarkeit
Es ist prinzipiell unmöglich, die Psyche eines anderen Menschen, die wahrscheinliche Innenwelt verschiedener Tiere, die mögliche Sensitivität der Pflanzen oder hypothetische, nicht physikalische „innere Zustände“ unbelebter Systeme qualitativ zu untersuchen, zu beschreiben oder zu beweisen.
Während die Psychologie mittlerweile ein weitreichendes Modell der menschlichen Psyche entwickelt hat, beschränken sich die allgemeinen Aussagen zum Mentalen, die von den meisten Naturwissenschaftlern und Philosophen weitgehend akzeptiert werden, im Wesentlichen auf die folgenden Punkte:
- Das Phänomen Geist hat immer mit der Informationsverarbeitung in Komplexen Systemen zu tun,
- die wie die materielle Welt einer Evolution unterliegen.
- Geistige Vorgänge werden von (quantitativ) messbarer neuronaler Aktivität (vor allem im Gehirn) begleitet,
- während ein stark vereinfachtes (bei Lebewesen von der Art der Sinnesorgane abhängiges) inneres Abbild der Welt entsteht,
- dessen (qualitativer) „Inhalt“ jedoch nicht aus den physischen Vorgängen hergeleitet werden kann und von Person zu Person unterschiedlich erlebt wird:
- Dieses Erleben ist subjektiv, das heißt, den objektiven Tatsachen werden persönliche Zutaten hinzugefügt (Assoziationen, Emotionen,  Erinnerungen).
- Das Ergebnis sind Erlebniseindrücke, die in der physischen Außenwelt nicht existieren bzw. sich mit naturwissenschaftlichen Methoden nicht erfassen lassen (z. B. Farben, Gerüche, Gefühle, Schmerz, Freude usw.),
- und kann daher vom Erleber nur unzureichend beschrieben und von Dritten weder beobachtet, noch logisch begründet, gemessen, berechnet oder allgemeingültig bewiesen werden (Privatheit).
- Geist ist somit nicht gegenständlich und hat keinen klar umrissenen Ort (Beispiel: Man spürt einen Wespenstich nicht im Gehirn), ist aber direkt oder indirekt immer auf Objekte oder Ereignisse der Welt bezogen (siehe Intentionalität).[18]
- So folgt zumindest der unteilbare, homogene „Strom“ des Bewusstseins anderen Gesetzmäßigkeiten als physische Dinge – oder unterliegt (für sich genommen) möglicherweise gar keinen Gesetzmäßigkeiten.

Diese Aussagen gelten für den menschlichen Geist. Je geringer die Artverwandtschaft zum Menschen, desto spekulativer ist ihre Übertragung. Vor allem die oben skizzierte „Privatheit“ des psychischen Erlebens gilt als fundamentale Erklärungslücke der Naturwissenschaften. So werden etwa die Fragen, „welche Farbe das UV-Licht im Geist einer Biene hat?“, „wie Fledermäuse kurzwellige Schallwellen ‚hören‘ (oder besser ‚sehen‘?)“, oder „wie Fische mit Elektrorezeptoren elektrische Felder fühlen?“, niemals beantwortet werden können.

#### Verhältnis zur Materie
Bei welchen Lebewesen mentale Fähigkeiten erstmals entstanden oder ob Geist eine fundamentale Eigenschaft der Materie ist, die beim Menschen nur ihre höchste Komplexität erreicht hat, ist nicht bekannt und Gegenstand etlicher philosophischer Theorien zur „Natur des Geistes“ bzw. zum „Leib-Seele-Problem“. Umstritten ist dabei das Verhältnis von Geist und Gehirn: Während die Theologie und die Philosophie in der Tradition René Descartes’ davon ausgehen, dass sich der Begriff „Geist“ auf ein immaterielles Ding bezieht, postulieren viele Naturwissenschaftler und Philosophen, der Geist sei nichts anderes als neuronale Aktivität. In diesem Fall beziehe sich der Terminus letztlich auf das Gehirn bzw. Nervensystem.
Während diese Denkmodelle früher von den Extrempositionen des Epiphänomenalismus (Geist als Begleiterscheinung des Körpers) bis hin zum Animismus (Religion) (Alles ist Geist) reichten, konzentrieren sie sich heute vornehmlich auf eigenschaftsdualistische Ansätze, die am ehesten mit der Evolutionstheorie vereinbar sind:
Die gängige Vorstellung im herrschenden physikalistischen Paradigma ist der Moderne Emergentismus (bzw. Nicht-reduktiver Physikalismus), nach dem Geist eine emergente – d. h. eine gänzlich neue, nicht allein aus den Einzelteilen herzuleitende – Systemeigenschaft hochkomplexer lebender Systeme ist, die bei bestimmten Vernetzungsstrukturen (z. B. von Nervenzellen) spontan auftritt. Aufgrund der weitreichenden Eigenschaften und Alleinstellungsmerkmale geistiger Vorgänge und der Unmöglichkeit, mentale Eindrücke quantitativ zu erfassen (Beispiel: Farbwahrnehmung: „Was ist rot?“), gibt es panpsychistische Gegenentwürfe, die dem Geistigen eine „unphysikalische“, eigene Existenz als „zweite Seite“ der Materie zusprechen, die immer schon Teil der Welt war und die zusammen mit den materiellen Dingen von primitiven zu hochkomplexen Formen evolviert ist.
Der größten Widerspruch zum Physikalismus bildet die so genannte Mentale Verursachung: Nach dem Prinzip der Geschlossenheit der physikalischen Welt können physikalische Objekte nur durch andere physikalische Objekte im Rahmen der physikalischen Gesetze verursacht werden. Die Alltagserfahrung, das etwa Gedanken oder Gefühle körperliche Handlungen in Gang setzen können, muss sich nach diesem Grundsatz auf rein physische Ursachen zurückführen lassen können. Selbst Neurobiologen gehen heute aufgrund von Erkenntnissen aus der Schmerzforschung davon aus, dass mentale Zustände zwar immer mit neurophysiologischen Aktivitäten verbunden sind, aber nicht auf diese reduziert werden können: Es ist nicht möglich, aus einem bestimmten Gehirnzustand einen bestimmten Bewusstseinszustand herzuleiten. Um den Widerspruch zur physikalischen Geschlossenheit aufzulösen, werden vor allem funktionalistische Ansätze favorisiert. Geist wird hier als Funktion des Gehirns betrachtet. Funktionen sind nach dieser Theorie Abläufe, die aufgrund ihrer hohen Komplexität und als emergente Phänomene nicht in physikalischen Begriffen beschrieben werden können, so wie auch chemische und biologische Theorien in eigenen Begrifflichkeiten beschrieben werden, obwohl all diese Phänomene auf unterster Ebene physikalische Objekte sind (siehe Grundprinzip des Funktionalismus). Aus der Erkenntnis, dass alle biologischen Prozesse zwangsläufig auch physische Prozesse sind und demnach physische Veränderungen verursachen – die jedoch nur biologisch beschrieben werden können –, wird hergeleitet, dass dies ebenfalls auf psychische Prozesse zutrifft. Gegner dieser Vorstellung argumentieren, dass diese Erklärung nur kausale Relationen  erfassen würde, nicht aber den Erlebnischarakter unseres Bewusstseins. Anders ausgedrückt: Warum bildet sich die Welt mit großem Energieaufwand in unserem Kopf ab, wenn unbewusste Reiz-Reaktionen ausreichen würden?

## Geist in der Philosophie

### Antike
Die Antwort auf die Frage, was der deutsche Begriff „Geist“ in der Antike umfasste, ist bei einem so vielschichtigen Wort problematisch.
Die durch „Geist“ ausgedrückten Aspekte werden in der griechischen Antike vor allem durch pneuma (Geist, Hauch) und nous (Vernunft, Geist) umfasst. Hinzu kommen die Ausdrücke psychê (Seele), thymos (Leben(skraft), Zorn/Mut) und logos (Rede, Vernunft).
Pneuma wie auch nous bezeichnen jeweils teilweise ein menschliches Vermögen, aber auch ein kosmologisches Prinzip. Pneuma ist dabei der Wortbedeutung nach ein materiell gedachter Körper bewegter Luft. Nous hingegen wird mitunter auch immateriell gedacht. Zumeist wird er bei menschlichen Angelegenheiten aufnehmend gedacht, bei kosmischen anstoßend.
Der menschliche und der kosmologische Bereich (d. h. die Frage nach der Weltordnung) werden zumeist getrennt voneinander behandelt, wobei es jedoch Überschneidungen gibt. Bei diesen Übertragungen spielen u. a. zwei Aspekte eine Rolle:
1. Bezüglich pneuma der Gedanke, dass bewegte Luft, Atem ein (notwendiger) Bestandteil von Leben ist.
2. Bezüglich pneuma und nous die Übertragung von Eigenschaften eines Lebewesens auf den Kosmos:

(a) bei pneuma insbesondere insofern es belebt ist,
(b) bei nous insbesondere insofern es vernunftbegabt ist.

#### Pneuma

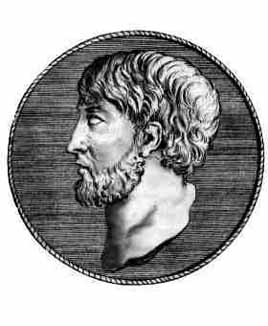
Der Begriff des Pneumas ist zuerst bei Anaximenes belegt.

Pneuma ist zuerst im 6. Jh. v. Chr. bei Anaximenes belegt. Hier findet sich eine Analogie, die pneuma als Lebensprinzip ausweist und auch den Kosmos selbst als belebt vorstellt:

„Ebenso wie unsere Seele, welche Luft ist, uns mit ihrer Kraft zusammenhält, so umfasst auch den ganzen Kosmos Wind [oder Atem, pneuma] und Luft.“

Bedeutsam ist der pneuma-Begriff auch in der medizinischen Sprache, in die er durch Diogenes von Apollonia im 5. Jh. v. Chr. gelangt und durch Erasistratos und bis zu Galenos im 2. Jh. n. Chr. weitere Ausprägungen erfährt. Von ihm stammt eine – auch in der späteren lateinischen Tradition – bedeutende Unterscheidung dreier pneumatischer Prinzipien, die aus dem Zusammenwirken von eingeatmeter Luft und der im Herzen hervorgebrachten Lebenswärme entstehen:
1. ein physisches pneuma (spiritus naturalis), das die vegetativen Funktionen erhält;
2. ein lebendiges pneuma (spiritus vitalis), ein Lebens- und Bewegungsprinzip;
3. ein psychisches pneuma (spiritus animalis), die Seele.[27]

Seit dem Hellenismus und insbesondere in der römischen Stoa vermischen sich die beiden Aspekte menschliches Vermögen und kosmologisches Prinzip im Begriff des pneuma. Pneuma bezeichnet hier die materielle Substanz – die Stoiker waren Materialisten – sowohl der Einzelseele als auch der Weltseele. Pneuma ist somit ein stoffliches und zugleich geistiges Prinzip, das den gesamten – als Lebewesen vorgestellten – Kosmos durchdringt und dessen Organisation bewirkt. Das Pneuma im Menschen ist zum Lebensanfang wie ein unbeschriebenes Blatt, das mit sinnlichen Eindrücken und Vorstellungen gefüllt wird. Es ist zudem der lenkende Seelenteil, der die für Stoiker zentrale Forderung „in Übereinstimmung (mit der – als vernünftig gedachten – Natur) leben“ zu erfüllen ermöglicht.

#### Nous
Bei Homer und später bei den meisten Vorsokratikern scheint nous ein Vermögen zu sein, das sich sowohl auf sinnliche wie auch mit dem Verstand erfassbare (intelligible) Gegenstände richtet. Xenophanes und auch noch Empedokles setzen Denken und Wahrnehmen in eins. Für Parmenides hingegen hat der nous nur notwendig existierende und daher nur intelligible Gegenstände.
Hinsichtlich der Funktionsweise ist von Vorsokratikern wie Empedokles, Anaxagoras und Demokrit belegt, dass sie den Geist, das Denken als einen körperlichen Vorgang ansehen. Empedokles, der das Prinzip Gleiches wird nur von Gleichem erkannt vertrat, behauptet, das Blut sei der Sitz der Erkenntnis, weil es der am besten durchmischte Stoff sei.
Platon und Aristoteles fassen – im Gegensatz zu vielen Vorsokratikern – die Tätigkeit des nous, das Denken, als einen nicht-körperlichen Vorgang auf. Dieser komme nur dem Menschen zu. Zudem unterscheidet Platon explizit auch sinnlich Wahrnehmbares von Intelligiblem und vertritt – in der Tradition von Parmenides – sehr deutlich die These, dass Wissen nur gegen die sinnliche Wahrnehmung und den Körper möglich sei.
Aristoteles definiert in seiner Schrift De anima nous als „das, womit die Seele denkt und Annahmen macht.“ Er vergleicht den nous – analog wie bei der Wahrnehmung – mit einer leeren Schreibtafel aus Wachs. Nous ist unaffiziert (d. h. unangeregt), unbestimmt, ein passives Vermögen, dessen Natur darin besteht, im Aufnehmen der Formen das aktual werden zu können, was er denkt. Er ist auch nicht einem bestimmten Organ zugeordnet, sondern körperlos.
Im Hellenismus wird das kognitive Vermögen nous sowohl von der Stoa als auch von Epikur materialistisch aufgefasst. Beide Schulen führen Erkenntnis vollständig auf materiell gedachte Wahrnehmung zurück.

#### Kosmologisches Prinzip
Nachdem einige frühere Denker einem kosmologischen Prinzip entsprechende Eigenschaften zugeschrieben haben, bekommt der nous bei dem griechischen Mathematiker und Naturphilosophen Anaxagoras eine tragende Rolle in der Welterklärung. Der nous ist für ihn ein Bewegungsprinzip, das er der Materie gegenüberstellt, obgleich er es nicht ausdrücklich als nicht-materiell beschreibt. Eine ähnliche Funktion weist der von Heraklit angenommene alles verwaltende logos auf, den er als vernünftig beschreibt.
Für Platon weist die Welt Eigenschaften eines beseelten und mit Vernunft ausgestatteten Lebewesens auf, und er erklärt ihre Beschaffenheit mit Rückgriff auf eine göttliche Vernunft. Aristoteles nimmt einen „unbewegten Beweger“ an, der die von ihm abhängige Welt und den Himmel als eine Finalursache, d. h. wie ein Geliebtes oder Erstrebtes bewegt. Dessen ununterbrochene Tätigkeit bestehe darin, den besten Gegenstand, sich selbst, zu denken (noêsis noêseôs). Diesen Gott fasst Aristoteles – im Gegensatz zu dem oben thematisierten menschlichen Vermögen – als rein aktual auf. Plotin weist dem nous die kosmologische Rolle zu, als Demiurg die sichtbare Welt nach Vorlage der Ideenwelt zu formen.

### Augustinus
Der Philosoph und christliche Kirchenlehrer Augustinus unterscheidet in der Spätantike zwischen Geist (mens, animus) und Seele (anima). Er fasst den Geist als eine an der Vernunft teilhabende Substanz auf, die zur Leitung des Leibes bestimmt ist („substantia quaedam rationis particeps regendo corpori accomodata“). Dem Geist kommen wesensmäßig Vernunft (ratio) und Einsicht (intelligentia) zu. Er wird durch die Laster (vitium) geschwächt und muss, um seiner Leitungsaufgabe gerecht werden zu können, durch den Glauben (fides) gereinigt werden.
Er beschreibt den menschlichen Geist als „Auge der Seele“ (oculus animae). Diesem ist die Erkenntnis ewiger Wahrheiten durch das unveränderliche Licht (lumen incommutabilis) des göttlichen Geistes möglich, das den menschlichen Geist und das ihm begegnende Seiende erleuchtet. Dieses Licht stellt das Innerste des Menschen selbst dar. Die Wendung (conversio) des Menschen zu diesem Innersten hin ist für Augustinus Selbstvollzug des Geistes und bedeutet die Rückkehr zu seinem eigentlichen Ursprung.

### Mittelalter
Thomas von Aquin, einer der Hauptvertreter der Scholastik, fasst die menschliche Seele als eine geistige Substanz (substantia spiritualis) auf. Im Unterschied zur Tierseele hat sie einen rein geistigen Charakter und ist daher unsterblich. Thomas vertritt eine strikte Leib-Seele-Einheit des Menschen. Die Seele ist Form des Leibes (forma corporis) und teilt ihm ihr Sein mit. Umgekehrt ist aber auch der Geist zur Erkenntnis auf den Leib und seine sinnliche Vermittlung angewiesen. Alle geistigen Erkenntnisse werden mittels des „tätigen Intellekts (intellectus agens)“ von den Sinneswahrnehmungen abstrahiert.
Der Mensch als schwächster Strahl der Geistigkeit vermag das rein Geistige nicht zu schauen. Die Erkenntnis vermag nur so weit zu reichen wie der geistige Gehalt des Sinnenfälligen, von dem sie ausgeht, es ihr gestattet. Eine unmittelbare Erkenntnis Gottes ist daher für Thomas ausgeschlossen.
Die menschliche Seele ist bei Thomas die niederste der geistigen Formen. Sie ist ein Vernunftprinzip, das notwendig eines Körpers bedarf, um tätig werden zu können. Sie stellt daher gegenüber der Seele der Engel, die in keinerlei Verbindung mit dem Materiellen steht, eine tiefere Stufe der Geistigkeit dar. Die Seele hängt zwar in ihrer Existenz nicht von der Materie ab, ragt aber doch tief in das Körperliche hinein, da sie ohne den Körper etwas Unfertiges ist. Sie wird bei Thomas zum äußersten und abgeschwächtesten Strahl des Verstandeslichtes, das in Gott aufleuchtet und im Menschen seine unterste Grenze erreicht wie das Sein bei der Materie. Sie steht daher auf der Grenze der geistigen und körperlichen Geschöpfe (in confinio spiritualium et corporalium creaturarum).

### Descartes

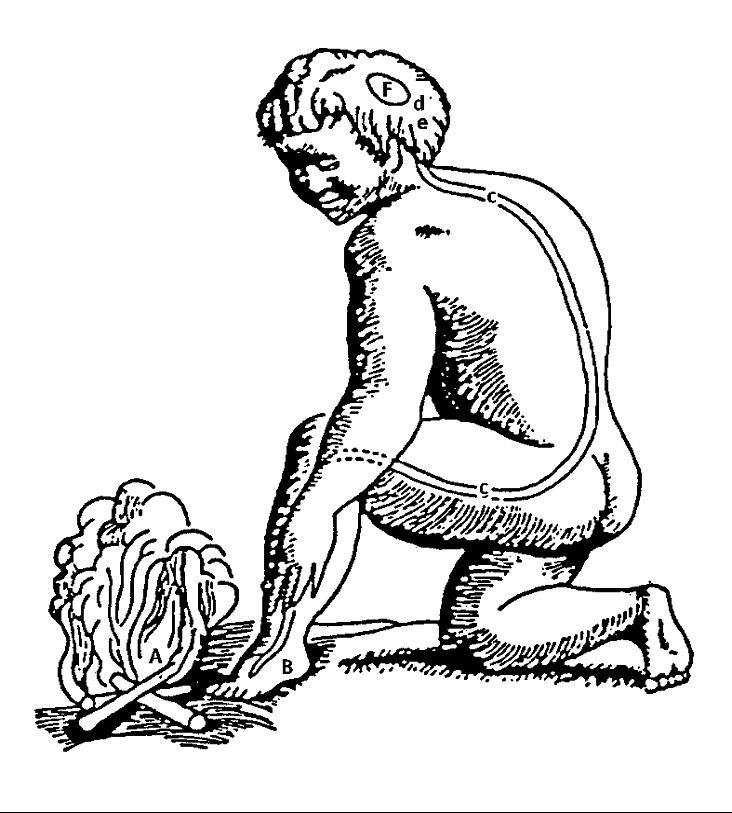
Illustration von Descartes: Eine Reizung am Fuß wird über die Nerven ins Gehirn geleitet, interagiert dort mit dem Geist und erzeugt so ein Schmerzerleben.

Bei dem Philosophen, Mathematiker und Naturwissenschaftler René Descartes, Begründer des Rationalismus, ist der Geist ontologisch von der Materie getrennt, die Wirklichkeit gliedert sich in eine materielle und eine nichtmaterielle Sphäre. Menschen sind im Wesentlichen durch ihren immateriellen Geist ausgezeichnet und unterscheiden sich dadurch von Tieren, die Descartes als Automaten begreift. Zur Stützung seines Leib-Seele-Dualismus entwickelte Descartes Argumente, die bis heute in der Philosophie des Geistes diskutiert werden. So erklärte er, dass man sich klar und deutlich vorstellen könne, dass Geist ohne Materie existiere. Was man sich klar und deutlich vorstellen kann, ist aber zumindest prinzipiell auch möglich. Und wenn es prinzipiell möglich ist, dass Geist ohne Materie existiert, können Geist und Materie nicht identisch sein. Varianten dieses Argumentes findet man in der heutigen Debatte bei Saul Kripke und David Chalmers.
Ein anderes Argument Descartes’ bezieht sich auf die menschliche Sprachfähigkeit: Es sei unvorstellbar, dass ein Automat das komplexe System einer natürlichen Sprache beherrsche. Diese Argumentation wird heute von den meisten Philosophen und Wissenschaftlern unter Verweis auf die Erkenntnisse der Computer-, Psycho- und Neurolinguistik abgelehnt. Es bleibt jedoch festzuhalten, dass die menschliche Sprachfähigkeit keineswegs umfassend erforscht ist und dass die Computerlinguistik weit davon entfernt ist, die Komplexität natürlicher Sprachen zu erfassen.
Descartes’ Bild vom Menschen ist also wesentlich zweigeteilt: Der Mensch besteht aus einem materiellen Körper und einem immateriellen Geist. Körper und Geist interagieren an einer Stelle im Gehirn (der Zirbeldrüse) miteinander. Verbrennt sich eine Person etwa am Fuß, so wird der Reiz durch den Körper zum Gehirn und von dort zum Geist geleitet (siehe Abbildung). Im Geist verspürt die Person Schmerzen, was wiederum eine körperliche Reaktion verursacht. Vertreter eines solchen Dualismus haben unter anderem zu erklären, wie diese Interaktion von Geist und Körper genau vorzustellen ist. In der Gegenwartsphilosophie wird dieses Problem unter dem Begriff Mentale Verursachung diskutiert.

### 18. und 19. Jahrhundert
David Hume, der im angelsächsischen Raum häufig als bedeutendster Philosoph der Aufklärung betrachtet wird, vertrat die idealistisch empiristische Auffassung, der Geist beruhe allein auf Formen unmittelbarer Wahrnehmung. In etwa in diesem Sinne definierte Johann Wolfgang von Goethe Geist in West-östlicher Divan:

„Denn das Leben ist die Liebe

Und des Lebens Leben Geist.“

Immanuel Kant knüpfte sowohl an Hume wie auch an Gottfried Wilhelm Leibniz an. Im Rahmen des transzendentalen Idealismus ist der menschliche Geist selbst an der Bildung der Realität beteiligt. Eine vom Geist und seiner Subjektivität freie Realität lässt sich nur als Ding an sich vorstellen. Doch auch mit Bezug auf das Ding an sich sind keine konkreten Aussagen über eine vom Geist unabhängige Realität möglich, da das Ding an sich nicht durch die menschlichen Kategorien zu fassen ist. Mit der idealistischen Wende findet eine Aufwertung des Geistes statt, der zu einem konstitutiven Element der Realität wird.

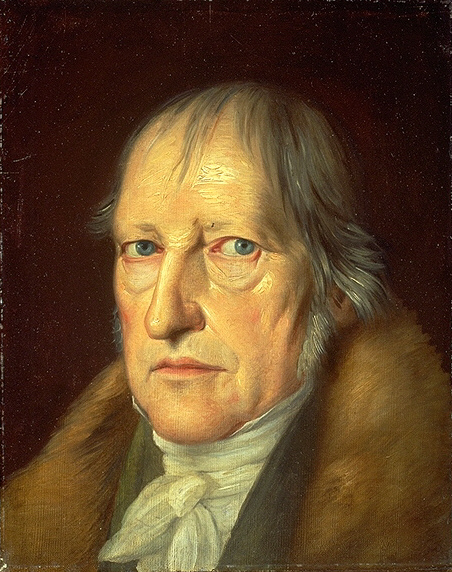
Georg Wilhelm Friedrich Hegel, porträtiert von Jakob Schlesinger, 1831

In der Philosophie des 19. Jahrhunderts, besonders im Deutschen Idealismus, setzte sich diese Tendenz fort. Hegel entwickelte einen absoluten Idealismus, der die subjektive Zurücknahme des Erkenntnisanspruches auf objektive Wahrheit überwinden wollte. Darin fasste er die Denkgeschichte dialektisch als einen geschichtlichen Prozess der Entwicklung des Weltgeistes auf. Dieser wird als die Rückwendung des Absoluten aus seinem Anderssein, der Natur, zu sich selbst gedacht. Sie konkretisiert sich in den drei Erscheinungsformen des Geistes: im subjektiven Geist des einzelnen Menschen, im objektiven Geist der menschlichen Gemeinschaftsformen von Recht, Gesellschaft und Staat und dem absoluten Geist, Kunst, Religion und Philosophie. In der Philosophie vollendet sich die Rückkehr des Geistes zu sich selbst in Gestalt des absoluten Wissens. Der absolute Geist ist so der Inbegriff für die Wirklichkeit und den Grund allen Seins.
Im deutschen Idealismus wurde das kantsche Programm ohne dessen Idee des Dings an sich fortgeführt. Dies rückte den Geist noch weiter in den Fokus der philosophischen Aufmerksamkeit, da nun eine vom Geist unabhängige Wirklichkeit nicht einmal als Grenzbegriff angenommen wurde. Das Leib-Seele-Problem fand im Rahmen derartiger Konzeptionen folgende Lösung: Wenn der Geist immer schon konstitutiv für die wissenschaftlich untersuchte Natur ist, so ergibt es keinen Sinn, zu fragen, ob und wo der Geist in dieser Natur zu lokalisieren sei. In der gegenwärtigen Philosophie des Geistes werden nur noch selten konsequent idealistische Theorien vertreten.
Dagegen formulierte Karl Marx, sich auf Hegel beziehend, seine materialistische Auffassung des Geistes. Demnach bedingt die „Produktionsweise des materiellen Lebens“ bzw. die darin verankerte Arbeit den „sozialen, politischen und geistigen Lebensprozeß“.
Insbesondere durch Charles Darwins Entwicklung der Evolutionstheorie wurde der Mensch zunehmend auch als ein biologisches System betrachtet. Dies führte dazu, dass nunmehr viele Naturwissenschaftler den Geist als ein Produkt rein biologischer Prozesse betrachteten. In Deutschland erregten insbesondere die so genannten Vulgärmaterialisten um Ludwig Büchner und Carl Vogt mit derartigen Behauptungen Aufsehen und lösten so den Materialismusstreit aus. Auch der Evolutionsbiologe Ernst Haeckel postulierte, der Geist sei ein wissenschaftlich erfassbares Phänomen. Der Haeckelsche Monismus ist jedoch nicht als Materialismus zu begreifen, da Haeckel in der Tradition Baruch Spinozas von einer neutralen Substanz mit geistigen und materiellen Aspekten ausging. Allerdings gab es auch unter den Naturwissenschaftlern des 19. Jahrhunderts ungleich skeptischere Stimmen. Der Elektrophysiologe Emil Heinrich du Bois-Reymond erklärte etwa 1872 in einem einflussreichen Vortrag:

„Welche denkbare Verbindung besteht zwischen bestimmten Bewegungen bestimmter Atome in meinem Gehirn einerseits, andererseits den für mich ursprünglichen, nicht weiter definierbaren, nicht wegzuleugnenden Tatsachen ‚Ich fühle Schmerz, fühle Lust; ich schmecke Süßes, rieche Rosenduft, höre Orgelton, sehe Roth …‘.“

Eine weitere Bedeutungskomponente erhielt der Begriff des Geistes im 19. Jahrhundert durch den Philosophen, Psychologen und Pädagogen Wilhelm Dilthey, Mitbegründer der Lebensphilosophie, der die Geisteswissenschaften den Naturwissenschaften gegenüberstellte. Nach seiner Auffassung sind die Geisteswissenschaften durch eine besondere Methode, die Hermeneutik, ausgezeichnet. Während sich die Naturwissenschaften mit Kausalzusammenhängen beschäftigen, sollen die Geisteswissenschaften zu einem tieferen Verstehen der Phänomene beitragen. Der Neukantianer Wilhelm Windelband versuchte diese Unterscheidung zu präzisieren, indem er betonte, dass die Geisteswissenschaften besondere und einmalige Ereignisse erforschen, während die Naturwissenschaften nach allgemeinen Naturgesetzen suchen.

### 20. Jahrhundert
Im frühen 20. Jahrhundert war das philosophische Nachdenken über den Geist maßgeblich durch den Wiener Kreis geprägt. Die Mitglieder des Wiener Kreises versuchten, philosophische Konsequenzen aus der Methodologie des psychologischen (methodologischen) Behaviorismus zu ziehen. Die klassischen Behavioristen hatten erklärt, dass sich introspektive Angaben über den Geist nicht überprüfen lassen und daher nicht Teil einer Wissenschaft sein können. Die Psychologie müsse sich daher auf Verhaltensbeschreibungen beschränken. Im Wiener Kreis wurden diese Annahmen mit dem Verifikationismus kombiniert, also der These, dass nur überprüfbare Aussagen eine Bedeutung haben. Als Konsequenz erscheinen Aussagen über den Geist als sinnlos, sofern sie nicht von Verhalten handeln.
Die behavioristische Tradition fand ihre Fortführung in Gilbert Ryles 1949 veröffentlichtem Werk The Concept of Mind (Der Begriff des Geistes), das für mehr als ein Jahrzehnt zur orthodoxen Interpretation des Themas „Geist“ in der angelsächsischen Philosophie wurde. Ryle erklärte, es sei ein Kategorienfehler, davon auszugehen, dass der Geist etwas Inneres ist. In einer gewissen Spannung zum Behaviorismus stand hingegen das Werk Ludwig Wittgensteins. Zwar bestreitet auch Wittgenstein, dass der Geist als ein innerer Zustand zu verstehen sei, grenzt sich jedoch zugleich vom Behaviorismus ab.
In eine entgegengesetzte Richtung führte die von Edmund Husserl begründete Phänomenologie, die explizit die Untersuchung subjektiver, geistiger Phänomene zum Ziel hatte. Im Verfahren der epoché sollen alle Annahmen über die Außenwelt „eingeklammert“ und so eine Erforschung der puren Subjektivität möglich gemacht werden. Unter Bezugnahme auf Franz Brentano nahm Husserl an, dass geistige Zustände im Wesentlichen durch Intentionalität gekennzeichnet seien. Damit ist gemeint, dass sich mentale Zustände auf etwas beziehen, so bezieht sich etwa die Sehnsucht nach einer Person auf eine Person. Die Husserlsche Phänomenologie übte einen enormen Einfluss auf die Philosophie des 20. Jahrhunderts aus, unter anderen auf Husserls Schüler Martin Heidegger und Jean-Paul Sartre, der nach Freiburg kam, um bei Husserl zu studieren. In der französischen Philosophie knüpfte insbesondere Maurice Merleau-Ponty an Husserls Intentionalitätsbegriff an. Dabei wollte Merleau-Ponty mit dem Begriff des Leibes die Entgegensetzung von Körper und Geist aufheben. Der Leib ist ein lebender und aktiv wahrnehmender Körper und lässt sich somit nicht durch eine Entgegensetzung von Geistigem und Nicht-Geistigem fassen.
In den frühen 1960er Jahren gab es auch in der angelsächsischen Philosophie eine radikale Abkehr von den behavioristischen Theorien. Durch die Erfolge der neurowissenschaftlichen Forschung inspiriert, versuchten Identitätstheoretiker den Geist auf das Gehirn zu reduzieren. Ein analoges Programm wurde von Funktionalisten vertreten, die sich jedoch auf Künstliche Intelligenz und Kognitionswissenschaft stützen. Diese reduktiven Bemühungen blieben allerdings nicht unwidersprochen, es wurde auf unüberwindbar erscheinende Probleme des Reduktionismus hingewiesen. Mit den so genannten Qualia (Bewusstsein der Phänomene) und der Intentionalität hat der Geist nach Meinung vieler Philosophen Eigenschaften, die sich nicht durch Naturwissenschaften erklären lassen.
Durch die Spannung zwischen den Erfolgen der empirischen Forschung und den Problemen des Reduktionismus ist in der Philosophie eine sehr differenzierte Debatte um die Natur des Geistes entstanden. Heute werden verschiedene Formen des Physikalismus, Dualismus und Pluralismus vertreten. Die Eliminativen Materialisten verzichten gänzlich auf die Annahme der Existenz eines Geistes.

## Geist in den Wissenschaften
Auch bei dem Blick auf die wissenschaftliche Erforschung des Geistes ergibt sich kein einheitliches Bild. Die Wissenschaften, die sich mit dem Phänomen des Geistes beschäftigen, verfolgen verschiedene Ziele und verwenden zum Teil sehr unterschiedliche Modelle und Methoden. Die relevanten Wissenschaften reichen von der Psychiatrie, den Sozialwissenschaften, der Sozialpsychologie und der Psychologie bis hin zur Hirnforschung.

### Psychiatrie
Die Psychiatrie hat sich in ihrer geschichtlichen Entwicklung in Deutschland vor allem in der Zeit der Aufklärung mit dem Geist als auslösende Voraussetzung der Geisteskrankheiten befasst. Hier wurden geisteswissenschaftliche Bedingungen dieser Erkrankungen untersucht, so wie es die Psychiker bis etwa 1845 taten. Da der Geist anderen Gesetzen unterliegt als die Materie, erfolgten ideologische Auseinandersetzungen mit dem naturwissenschaftlichen Standpunkt der Somatiker. Erst recht wurden diese geisteswissenschaftlichen psychiatrischen Ergebnisse durch die neuere Hirnforschung in Frage gestellt.

### Sozialwissenschaft und Sozialpsychologie
In den Sozialwissenschaften kommt gelegentlich eine überindividuelle Verwendung des Begriffs „Geist“ hinzu. So nannte der Soziologe Max Weber eines seiner einflussreichsten Werke 1904 Die protestantische Ethik und der Geist des Kapitalismus und noch 1935 Ferdinand Tönnies sein Alterswerk Geist der Neuzeit. In diesem Zusammenhang bezieht sich der Ausdruck „Geist“ auf grundlegende Normen, Überzeugungen und Weltanschauungen, die für eine Gemeinschaft konstitutiv sind. Allerdings ist auch diese Bedeutung nicht unabhängig vom Geist der Individuen, da die Normen und kollektiven Anschauungen für die einzelnen Mitglieder eines Kollektivs sehr bedeutsam sind. Der Geist im sozialwissenschaftlichen Sinne ist nur denkbar, wenn es Entsprechungen im Geist einer Vielzahl von Individuen gibt.
Pierre Bourdieu entwickelte in der zweiten Hälfte des 20. Jahrhunderts eine komplexe so genannte „Theorie der Praxis“ mit eigenen Begrifflichkeiten. Er unternahm den Versuch, Geist und Materie wie auch Subjektivismus und Objektivismus auf der Basis empirischer Erforschungen des Alltagslebens und vergleichender Kulturforschung miteinander zu verknüpfen. Der Mensch „inkorporiert“ demnach seine soziale Umwelt durch geistige Lernakte, die sich auch körperlich ausdrücken. Zu diesem Habitus gehören unter anderem die Denk- und Sichtweisen der Wahrnehmungen, die das Urteilen und Bewerten beeinflussen und den Handlungsspielraum begrenzen.
In der Sozialpsychologie wird der Einfluss sozialer Interaktion auf geistige Prozesse wie Gedanken oder Gefühle untersucht. Dabei kann der Fokus auf einen weiten sozialen Kontext oder auf zwischenmenschliche Prozesse gerichtet sein. Ergänzt werden sozialpsychologische Ansätze durch kulturvergleichende oder kulturhistorische Untersuchungen, in denen etwa dargestellt wird, wie Gefühle (z. B. Liebe oder Eifersucht) sich in verschiedenen Kulturen unterscheiden und entwickelt haben. Die Sozialpsychologie berührt hier auch die klassische anthropologische Frage nach der Universalität von bestimmten geistigen Prozessen.

### Von der Kognitionspsychologie zur Psychoanalyse

Beispiel für semantisches Priming (assoziative Beziehung zwischen Prime und Target)

Die klassische Wissenschaft des Geistes ist die Psychologie, wobei man innerhalb der Psychologie wiederum zwischen verschiedenen Ansätzen unterscheiden muss. So untersucht etwa die Kognitionspsychologie geistige Prozesse mit möglichst präzisen experimentellen Methoden, um so kognitive Phänomene wie Gedächtnis, Wahrnehmung oder Denken besser zu verstehen. Ein Beispiel hierfür ist die Forschung zum Priming, bei dem mittels Darbietung eines Reizes (Prime) die Verarbeitungszeit eines Zielreizes (Target oder Probe) beeinflusst wird. Bei Primingexperimenten wird der Versuchsperson eine Aufgabe gestellt, so muss sie etwa präsentierte Bilder benennen (Beispiel: Bild von einem Brot → Reaktion „Brot“). Präsentiert man der Person kurz vor der Aufgabe einen verwandten ähnlichen Reiz bzw. Prime (etwa das Wort „Käse“), so wird die Versuchsperson die Benennungsaufgabe schneller lösen. Kognitionspsychologen schließen aus diesen Befunden, dass die Begriffe im Geist in einer netzwerkartigen Struktur organisiert sind und die Präsentation des Primes eine Voraktivierung an der richtigen Stelle des Netzwerks auslöst.
In den letzten Jahrzehnten haben die Kognitionspsychologen sehr viele Daten über geistige Prozesse gesammelt, und sie gehen zunehmend dazu über, diese Daten in komplexen Modellen zusammenzufassen. In Form von kognitiven Architekturen werden solche Modelle als Computerprogramme realisiert und sollen die Prognose von geistigen Prozessen möglich machen. Derartige kognitionspsychologische Modelle sind jedoch auf grundlegende geistige Prozesse beschränkt, also etwa auf die Wahrnehmung von Bewegungen und Formen oder auf das Kurzzeitgedächtnis. Will man mit Hilfe von psychologischen Untersuchungen komplexe geistige Phänomene, wie etwa Charaktermerkmale oder psychische Erkrankungen verstehen, so muss man auf andere Teildisziplinen (wie etwa die Persönlichkeitspsychologie) zurückgreifen.

Strukturmodell der Psyche nach Freud

Einflussreich ist in diesem Zusammenhang auch die Psychoanalyse in der Tradition von Sigmund Freud. Freud machte zu Beginn des vorigen Jahrhunderts darauf aufmerksam, dass geistige Prozesse zu weiten Teilen unbewusst ablaufen. So muss sich eine Person etwa keinesfalls im Klaren über ihre Angst oder Wut sein. Gleichzeitig betonte Freud, dass die Struktur des Geistes maßgeblich durch die sozialen Normen und Werte einer Gemeinschaft geprägt sind. Freud beschrieb die Bildung des Ichs (Wahrnehmen, Denken und Gedächtnis) im Strukturmodell der Psyche als einen Prozess im Spannungsfeld zwischen dem Unterbewussten (Es) und den verinnerlichten Normen und Werten (Über-Ich).
Auch wenn die psychoanalytischen Methoden und auch die psychoanalytische Therapie weiterhin umstritten sind, wird in der Psychologie doch allgemein anerkannt, dass zum umfassenden Verständnis geistiger Strukturen eine Analyse unbewusster und sozialer Prozesse notwendig ist. Es wird zudem akzeptiert, dass eine solche Analyse nicht allein mit kognitions- oder biopsychologischen Ansätzen durchgeführt werden kann. Will man etwa psychische Erkrankungen wie Phobien oder Depressionen umfassend verstehen, so muss man den weiten lebensgeschichtlichen und sozialen Kontext einer Person betrachten.

## Geist in den Religionen

### Judentum
Im Tanach entspricht am ehesten das hebräische Wort „rûah“ dem, was im Deutschen unter „Geist“ verstanden wird. Es bedeutet, wie das griechische „pneuma“ und das lateinische „spiritus“, zunächst „bewegte Luft“, „Wind“. Bei Mensch und Tier bezeichnet die rûah weiterhin den Atem, der den Geschöpfen Leben einhaucht. Als Lebensprinzip ist die rûah Gottes Eigentum; die Geschöpfe leben von ihr und sterben, wenn Gott sie entzieht. Im Menschen übt sie die verschiedensten Lebensfunktionen geistiger, willensmäßiger, sittlicher und religiöser Art aus und ist hier mit dem Begriff „Nefesch“ („Seele“) fast synonym.
Gott als die Quelle der rûah ist selbst Geistwesen. So schwebte am ersten Tag der Schöpfung der Geist Gottes über den Wassern (Gen 1,2 ) und im Buch der Weisheit heißt es „Der Geist des Herrn erfüllt den Erdkreis“ (Weish 1,7 ). Gott teilt sich auserwählten Menschen mit, indem er den Geist über sie kommen lässt. Sie werden charismatisch begabt zu (kriegerischen) Heldentaten, prophetisch-ekstatischen Fähigkeiten und mit dem „Geist der Weisheit“ (Ex 28,3 ) erfüllt.
Der Tanach kennt auch den bösen Geist, der von Jahwe als dem einzigen Gott ausgehen kann. Dies geschieht dann, wenn die Empfänger Unheil verdienen: „Als Abimelech drei Jahre lang über Israel geherrscht hatte, sandte Gott einen bösen Geist zwischen Abimelech und die Bürger von Sichem, so dass die Bürger von Sichem von Abimelech abfielen“ (Ri 9,22–23 ). Diese böse Geistesmacht, die Gott unterstellt ist, wird später in der christlichen Theologie die Gestalt des Satans als eine selbständige Funktion, in sich böse Figur und sogar mit eigener Personifikation als Gegenpart zu Gott bekommen.

### Christentum

#### Neues Testament
Im Neuen Testament wird „Geist“ mit dem griechischen Wort „pneuma“ bezeichnet. Gemeint ist meist der Geist Gottes, der als „Heiliger Geist“ scharf vom Geist des Menschen unterschieden wird. Dieser Geist Gottes wird noch nicht so deutlich wie später in der Trinitätslehre als personal angesehen, sondern als Medium des göttlichen Handelns. Für die personale Auslegung sprechen jedoch Stellen wie die in der Apostelgeschichte 5,1–11 , in der Hananias und Saphira bestraft werden, weil sie den Heiligen Geist belügen.

##### Pneuma und Jesus
Der Begriff des Pneuma spielt eine zentrale Rolle in der Geschichte Jesu. Bereits seine Empfängnis geschieht unter Einwirkung des Heiligen Geistes (Mt 1,18–20 ). Vom Pneuma wird er in die Wüste getrieben, um dort den Versuchungen zu widerstehen (Mk 1,12 ). Als Geistträger übernimmt er sein öffentliches Amt (Lk 4,14 ); auf ihm ruht nun das Pneuma des Herrn (Mt 12,18 ). Mit seiner Hilfe ist Jesus in der Lage, die Herrschaft des Satans zu brechen (Mt 12,28 ). Dies bedeutet allerdings nicht, dass Jesus dämonische Kräfte unterstellt werden dürften (Mk 3,29f. ). Die Auferstehung Jesu von den Toten bedeutet einen Übergang in die Seinsweise des Pneuma (Röm 1,4 ), womit Jesus als Herr (Kyrios) identifiziert wird (1 Kor 3,17 ).

##### Das Pneuma in der christlichen Gemeinde bei Paulus
Für Paulus ist fast jede Lebensäußerung der Kirche Wirkung des Pneuma. Schon bei der Konstituierung der christlichen Gemeinde ist das Pneuma am Werk (1 Kor 12,13 ). Das Pneuma ist eine Gnadengabe (Charisma), die bei den Gläubigen unterschiedlich verteilt ist (Röm 12,6ff. ). Paulus stellt eine Rangfolge der Charismen auf und verlangt ihre Indienstnahme in den Aufbau der Gemeinde (1 Kor 3,12ff. ).
Paulus unterscheidet auch ein falsches Pneuma, das die Gemeinde „aus der Fassung bringen und in Schrecken jagen“ kann (2 Thess 2,2 ). Es ist daher „die Fähigkeit, die Geister zu unterscheiden“ (1 Kor 12,10 ).
All das geistige Sein der Gläubigen vollzieht sich im Pneuma. Es wird im Glauben als eschatologische Segensgabe empfangen und mit ihr das „Leben“. Das Pneuma heiligt die Glaubenden; selbst ihr Leib ist ein „Tempel“ des Pneuma. Es bedeutet Freiheit von der Herrschaft der Sünde, des Todes (Röm 8,2 ) und des Gesetzes (Gal 5,18 ). Der Gläubige darf aber diese im Pneuma gewährte Freiheit nicht zum „Anlass für das Fleisch“ (Gal 5,13 ) nehmen, sondern soll sich in seiner sittlichen Existenz von Pneuma leiten lassen (Gal 5,16f. ). Das Pneuma wird zwar als Fundament des Heils bezeichnet, aber nicht als dessen Erfüllung. Paulus bezeichnet es als „Erstlingsgabe“ (Röm 8,23 ) oder „Angeld“ (2 Kor 1,22 ) des Gesamtheils. Die Gläubigen erwarten kraft des Pneumas „die erhoffte Gerechtigkeit“ (Gal 5,5 ) und v. a. die Auferweckung des Leibes (Röm 8,11 ).
Die Unterscheidung zwischen dem Reich des Geistes (und der Liebe) und dem Reich des Fleisches (und der Sünde) war für Paulus zentral. Diese Theologie hat nach Einschätzung von Kritikern dualistische Vorstellungen begünstigt.
Das paulinische Gedankengut wurde später durch Thomas von Aquin in der Summa Theologica weitergeführt, und bis heute wird der Begriff anima forma corporis verwendet.

### Islam
Im Bereich des Islam bildet der arabische Begriff rūh (روح / rūḥ) in etwa das Gegenstück zum deutschen Begriff des Geistes. Rūh ist etymologisch mit dem Wort rīh verwandt, das die Grundbedeutung von „Wind“ hat. Im Koran heißt es, dass Gott Adam von seinem Geist einblies und ihn auf diese Weise lebendig machte (Sure 15:29; Sure 32:9; Sure 38:72). Durch Einblasen seines Geistes kommt es auch dazu, dass Maria Jesus empfängt (arabisch روحنا, DMG rūḥunā ‚Unseren Geist‘ Sure 21:91; Sure 66:12). Der Geist Gottes zeigt sich dabei Maria in einer menschlichen Gestalt (arabisch فارسلنا اليها روحنا فتمثل لها بشرا سويا, DMG fa-arsalnā ilaihā rūḥanā fa-tamaṯṯala lahā bašaran sawiyyan ‚Und wir sandten unseren Geist zu ihr. Der stellte sich ihr als ein wohlgestalteter (w. ebenmäßiger) Mensch dar.‘, Sure 19:17). Durch den Geist der Heiligkeit erfährt Jesus später besondere Stärkung (Sure 2:87, 253; 5:110). Auch Jesus selbst wird als ein Geist von Gott bezeichnet (arabisch روح منه, DMG rūḥun minhu ‚Geist von Ihm‘, Sure 4:171).
Der Geist erscheint darüber hinaus als Vermittler der Offenbarung. In Sure 40:15 heißt es, dass Gott den Geist mit dem von ihm gegebenen Befehl zu dem Menschen schickt, von dem er das will, damit er die Menschen vor dem Tag der Begegnung warne. Der Geist der Heiligkeit ist es, der den Koran herabsendet, um damit die Gläubigen zu stärken (Sure 16:102). Der „treue Geist“ überbringt Mohammed den Koran (26:193-194).
Theologische Reflexionen über den Geist setzten im Islam Ende des 8. Jahrhunderts ein. Der basrische Asket Bakr, auf den die Lehrrichtung der Bakrīya zurückgeführt wird, behauptete, dass der Mensch und ebenso alle übrigen Lebewesen identisch mit dem Geist seien. Der Bagdader Muʿtazilit Bischr ibn al-Muʿtamir (st. 825) sah hingegen in dem Menschen eine Verbindung aus Leib (badan) und Geist (rūḥ). Tragende Bedeutung erhielt der Geist in dem Lehrsystem des basrischen Muʿtaziliten an-Nazzām (st. 835-845). Er stellte sich den Geist in Anknüpfung an das platonische Pneuma-Konzept als einen feinstofflichen Körper vor, der sich wie ein Gas mit dem Leib vermischt und ihn bis in die Fingerspitzen durchdringt, sich beim Tode aber wieder aus dieser Verbindung löst und selbständig weiterexistiert.

### Buddhismus
Mit dem Begriff des Geistes (citta) wird im Buddhismus etwas bezeichnet, was zur Körperlichkeit hinzutritt. Der Ausdruck wird in der buddhistischen Anthropologie synonym gebraucht zu Begriffen wie Denken (manas) und Bewusstsein (vijñana). „Geist“ wird unter zweierlei Aspekten betrachtet. Zum einen ist er eine Erscheinungsweise der menschlichen Existenz (samsara) und bedarf als solcher der Erlösung (nirvana); andererseits bezeichnet er genau das Instrument mittels dessen die Erlösung erst möglich wird.
Der Geist geht nach buddhistischer Lehre allem Reden und Handeln voraus. Oberste Aufgabe ist es daher, ihn durch die Übung der „Achtsamkeit“ (sati) – dem siebten Glied des achtfachen Pfades – unter Kontrolle zu bringen. Weiterhin ist die Ausrichtung des Geistes, seine Konzentration auf einen Punkt (samādhi) von Bedeutung.
In der mahayanischen Tradition – vor allem der Yogachara-Schule – des Buddhismus bildet sich ein radikaler Idealismus heraus, der das Wesen der Welt nur als Geist interpretiert, wohingegen die Vielheit der Erscheinungen als Trug und Illusion (māyā) angesehen wird. Der Begriff des Geistes rückt hier in die Nähe des nirwana, das als Absolutes, nicht genau zu beschreibendes Prinzip alles Seienden hinter dem Schleier der individualisierenden māyā liegt.

### Mystik
In religiösen mystischen Schriften und einigen philosophischen Traditionen wird der Begriff Geist meist in zwei verschiedenen Bedeutungen gebraucht. Zum einen als der „menschliche Geist“, was in etwa der heutigen Verwendung von „Bewusstsein“ oder „Verstand“ entspricht und zusätzlich noch „Seele“ umfasst. Zum anderen als „göttlicher Geist“ oder „absoluter Geist“, der je nach Tradition auch personalisiert als Gott oder Gottheit angeredet wird. Die praktische Überwindung dieser Trennung ist für viele Mystiker dabei die wesentliche Aufgabe. Die Frage nach der Beziehung zwischen Geist und Körper tritt demgegenüber bei Mystikern häufig in den Hintergrund.
Die in den mittelalterlichen Klöstern praktizierten „geistlichen Übungen“ werden in oratio (liturgisches Gebet), lectio (Lesung aus den Schriften), meditatio (gegenständliche Betrachtung, Meditation) und contemplatio (gegenstandfreie Anschauung, Kontemplation) unterteilt. Der Verstand und das Denken sollen so zur Ruhe kommen, um den „einen Urgrund“, also den göttlichen Geist, freizulegen. In diesem Sinn besteht für den Mystiker kein Unterschied zwischen menschlichem und göttlichem Geist. Auch der Körper des Menschen  ist in diesem Verständnis ein Ausdruck des Göttlichen und diesem nicht entgegengesetzt. In der Mystik der frühen Neuzeit wird der eigene Körper des Mystikers oft in besonderer, teils extremer Weise thematisiert.

### Philosophie
Philosophiebibliographie: Philosophie des Geistes – Zusätzliche Literaturhinweise zum Thema
- Ansgar Beckermann: Analytische Einführung in die Philosophie des Geistes., De Gruyter, Berlin u. a., 2001, ISBN 3-11-017065-5.  Ausführlichste deutschsprachige Einführung in die Philosophie des Geistes
- Wolfgang Fritz Haug: Geist, in: Historisch-kritisches Wörterbuch des Marxismus. Bd. 5, Argument-Verlag, Hamburg 2001, Sp. 53–91.
- Rudolf Hildebrand: Geist. Niemeyer, Halle, 1926  Klassische und ausführliche Auseinandersetzung mit dem Begriff des Geistes
- Uwe Meixner (Hrsg.): Zur Geschichte der Philosophie des Geistes, De Gruyter, Berlin, ISBN 3-11-017405-7 .  Sammelband mit Beiträgen zur Geschichte von der Antike bis ins 20. Jahrhundert
- John Searle: Geist. Eine Einführung, Suhrkamp, Frankfurt am Main, 2006, ISBN 3-518-58472-3.  Kurze Einführung in das Thema von einem bekannten Gegenwartsphilosophen
- Dieter Teichert: Einführung in die Philosophie des Geistes. Wissenschaftliche Buchgesellschaft, Darmstadt 2006, ISBN 3-534-15463-0.

### Politik
- Werner Treß: „Wider den undeutschen Geist!“ Bücherverbrennung 1933. Parthas, Berlin 2003, ISBN 3-932529-55-3

### Wissenschaft
- Eric Kandel: Psychiatrie, Psychoanalyse und die neue Biologie des Geistes, Suhrkamp, Frankfurt am Main, 2006, ISBN 3-518-58451-0  Populärwissenschaftliches Buch des Nobelpreisträgers zu neurowissenschaftlichen und psychoanalytischen Themen
- Hartmann Hinterhuber: Die Seele. Natur- und Kulturgeschichte von Psyche, Geist und Bewusstsein, Springer, Wien, 2001, ISBN 3-211-83667-5  Historischer Blick auf verschiedene Wissenschaftsdisziplinen
- Jean Émile Charon: Der Geist der Materie, Ullstein Sachbuch, 1982, ISBN 3-548-34074-1  Charon ist theoretischer Physiker
- Freerk Huisken: Zur Kritik der Bremer „Hirnforschung“. Hirn determiniert Geist. Fehler, Funktionen, Folgen. AStA Universität Bremen, ISBN 3-938699-00-0
- Gerhard Klier: Die drei Geister des Menschen. Die sogenannte Spirituslehre in der Physiologie der Frühen Neuzeit. Steiner, Stuttgart 2002 (= Sudhoffs Archiv, Beiheft 50), ISBN 3-515-08196-8.
- Marielene Putscher: Pneuma, Spiritus, Geist. Vorstellungen vom Lebensantrieb in ihren geschichtlichen Wandlungen. Wiesbaden 1974.

### Religion
- Artikel Geist und Pneuma. in: Lexikon für Theologie und Kirche.
- Artikel Geist. in: Religion in Geschichte und Gegenwart.
- D.B. Macdonald: „The Development of the Idea of Spirit in Islam“ in The Muslim World 22/2 (1932) 153–168.
- Thomas O'Shaughnessy: The development of the meaning of spirit in the Koran. Rom : Pont. Inst. Orientalium Studiorum, 1953.

## Belege
1. ↑  Von altgriechisch πνέω pnéo oder πνείω pneío „wehen, blasen, hauchen, aushauchen, atmen“. „pneuma“ bedeutet demnach „Hauch, Luftstrom“ (auch „Fahrwind“, sogar „Duft“) sowie „Atem“ und „Leben“ wie bei psyche (siehe unten), ähnlich wie dort auch „Mut“, aber auch „Feuer“ (wohl „inneres“ wie in „feuriges Temperament“ oder „feuriger Mensch“). – Bemerkenswerter noch erscheint der Ausdruck ἱερόν πνεῦμα hieròn pneuma (wörtlich „heiliges pneuma“). Nach dem „Griechisch-Deutschen Schul- und Handwörterbuch“ von Wilhelm Gemoll bedeutet er nicht, wie naheliegen würde, „Heiliger Geist“, sondern „Verzückung“ („Entrückung“) und „Besessenheit“, der Ausdruck ἐν πνεύματι en pnéumati denn auch „in Ekstase“ (oder „außer sich“ bzw. „in Trance“). Der christliche Ausdruck „Heiliger Geist“ wird nach Gemoll mit ἅγιον πνεῦμα hágion pneúma oder πνεῦμα τὸ ἅγιον pneûma tò hágion wiedergegeben mit „hágion“ für das Heilige, Heiligste, Allerheiligste, wobei in christlich-religiösen Zusammenhängen „pneuma“ auch Engel heißen kann.
2. ↑  Oder νόος nóos (siehe Noologie) – von indogermanisch *snó[w]os für „(Gesichts-)Sinn“ (vergleiche lateinisch sensus) aus *sent- für „gehen“ (und „reisen, fahren“). Der große Duden gibt in Band 7 des Herkunftwörterbuchs der Deutschen Sprache im Eintrag „Sinn“ für die Wurzel *sent-, auf die auch lateinisch „sentire“ („wahrnehmen, fühlen empfinden“) zurückgeht, die noch ältere Bedeutung „eine Fährte suchen“ (sc. mit den Augen) an. νοέειν noéein bedeutet daher (im Unterschied zum mehr gefühlsmäßigen Wahrnehmen, das mit lateinisch sentire gemeint ist) offensichtlich „per Sehsinn wahrnehmen, bemerken“ und „erkennen“, auch „geistig erkennen“ sowie – selbst im Deutschen – „ein-sehen“ (sc. mittels visueller Vorstellungen – siehe Colin McGinns Abhandlung „Mindsight/Das geistige Auge“ 2004/2007), darüber auch „denken“ in allen Formen wie „an etwas denken, ausdenken, bedenken“ und „erdenken, ersinnen“, „nous“ oder „noos“ dann also „Aufmerksamkeit“ („auf etwas richten“ – wie die Augen!), sodann „Rück-Sicht, in den Sinn (kommen)“ – etwa in Form eines „vor das innere Auge Tretens“ u. ä.; deshalb dann vor allem das „Vermögen geistiger Wahrnehmung“ (siehe „Über-blick“!), „Ein-Sicht, An-Sicht“ und „Verstand, Vernunft“ (von „vernehmen“!), sogar „Vermögen des Wollens, Ab-Sicht“ bis hin zu „Empfindungsvermögen, Gesinnung, Sinnesart, Gemüt“ und „Herz“ bis zu „Seele“ (ganz ähnlich wie bei psyche; siehe auch Julian Jaynes Noos in seiner psychohistorischen Studie Die Entstehung des Bewußtseins 1993, S. 327–329)
3. ↑  Von dem Verb ψύχειν psýchein für „atmen, hauchen, blasen“, auch „(ab)kühlen, erkalten, trocknen“. Psyche bedeutet demnach zuerst „Atem, (Atem-)Hauch“, dann aber auch „Atem als Lebensprinzip“, „(Zeichen von) Lebenskraft“, ja „Leben“ überhaupt. Weiterhin stand psyche bei den Griechen auch für den „Schatten“ von Toten nach dem „Verlust des Lebens“ (eine Vorstellung, die später mit animistischen Seelenvorstellungen vermengt wurde, so dass psyche heute auch „Seele“ bedeuten kann). Im Einzelnen steht psyche für folgende, überwiegend oder ausschließlich der Eigen- oder Selbstwahrnehmung zugängliche Lebenserscheinungen wie „Denkvermögen, Verstand“ und „Klugheit“, sodann „Gemüt, Herz(haftigkeit)“ sowie „Mut, Sitz der Leidenschaften, Begehrungsvermögen, Lust“ und „Appetit“ bis hin zur Bezeichnung oder Umschreibung der (ganzen) Person, des „Wertvollsten“ und „Kostbarsten“, womit die Grundlage moderner Psychologie recht gut angegeben wäre. (vergleiche zum Ganzen auch Julian Jaynes: Psyche. In: Die Entstehung des Bewußtseins. 1993, S. 329–331 u. 350–356; zu der an verschiedenen Stellen im WWW online gestellten PDF-Fassung des deutschen Textes siehe Anmerkung unten)
4. ↑  Von spirare für „wehen, hauchen, seufzen, brausen, schnauben, ausatmen, leben, (aus)duften, ausatmen, aushauchen, erfüllt, beseelt sein, dichten“ – (siehe auch Spirometer); spiritus steht darum für „Luft, Hauch, Atem“ und „Atmen, Atemzug, Lebenshauch, Seufzer, Leben, Anhauch, Mut, Hochmut, Übermut, Stolz“ und „Sinn“ sowie „Gesinnung, Begeisterung“ – oder „Geist“ – bis hin zu „dichterischem Schaffen“ und den ätherischen „-geist“ genannten Spirituosen (wie in Himbeergeist) oder ebenso ätherisch dem Salmiakgeist.
5. ↑  Einerseits „Denkkraft“ (oder „Denkvermögen, Verstand, Vernunft, Einsicht“) und „Geist, Denkart“ sowie „Sinnesart“, andererseits aber auch „Gemüt“ mit allen Gemütsaffekten (wie Zorn, Leidenschaft oder Mut); davon abgeleitet auch für „das Gedachte, die Gedanken“, aber auch „Erinnerung“ auf der einen sowie „Meinung“ und „Absicht“ auf der anderen Seite. – Bemerkenswerte und vielsagende etymologische Beziehungen sowie psychologisch weitreichende sachliche Zusammenhänge bestehen zu lateinisch memini („sich erinnern, gedenken, daran denken“) sowie altgriechisch μένος ménos („heftiges Verlangen, Eifer, Zorn, Kampfesmut, Schwungkraft, Lebenskraft“ wie überhaupt „(Helden-)Kraft“ und „Stärke“) sowie schließlich auch zu altgriechisch μαίνομαι maínomai für „rasend machen/werden“ oder „in Raserei versetzt werden“ (Manie!), „wüten, toben“, aber auch „begierig/verzückt/weintoll/betrunken sein“ oder „liebestoll sein“. – Auch bei mens, von dem sich unsere Fremdwörter mental und Mentalität herleiten, zeigt sich demnach derselbe historische Bedeutungswandel von Emotionalem zu Geistigem wie bei Geist (siehe entsprechende Anmerkung).
6. ↑  Im Unterschied zur davon weit abweichenden Verwendung der Wörter „Animus und Anima“ bei C. G. Jung geht lateinisch animus auf den Atem als solchen zurück – und weniger wie spiritus sowie pneuma und psyche auf die Bezeichnung der Aktivität Atmen; etymologisch steht „animus“ mit altgriechisch ἄνεμος ánemos für „Wind“ und „Sturm“ im Zusammenhang.
7. ↑  Nach Der große Duden geht „Geist“ etymologisch auf die indogermanische Wurzel *gheis- zurück. Interessanterweise wird damit ursprünglich auch hier nichts im heutigen Sinn Geistiges gemeint, sondern in diesem Fall eine emotionale(!) Reaktion, und zwar die des – psychologisch gesehen bemerkenswerten und für uns Menschen wortwörtlich „eigenartigen“ – Erschauderns oder Ergriffenseins, des Erregt- oder Aufgebrachtseins. Der historische Wandel der Bedeutung von „Geist“, nach dem es heute möglich ist, von „geistigen Vorgängen“ wie Wahrnehmen, Erinnern, Vorstellen, Träumen, Phantasieren und anderen Formen des Denkens zu sprechen, dürfte mit Umständen und Zusammenhängen zu tun haben, die Julian Jaynes in seinem epochalen Werk Der Ursprung des Bewusstseins schildert (siehe dort vor allem II/5 „Das intellektuelle Bewußtsein der Griechen“ S. 311–356; zu der an verschiedenen Stellen im WWW online gestellten PDF-Fassung des deutschen Textes siehe Anmerkung unten). Nach dem Philosophen und Wissenschaftstheoretiker Dirk Hartmann (in „Philosophische Grundlagen der Psychologie“ S. 80f.) wird „Geist“ heute ähnlich wie Zeit, Raum, Stoff oder Materie u. ä. Allgemeinbegriffe am besten als sogenannter „Reflexionsterminus“ verstanden: ein Wort, „mit dem eine Kategorisierung bestimmter Aussagen“ angezeigt werden soll; er schlägt daher vor, „Geist“ im wissenschaftlichen Sprachgebrauch auf die Kennzeichnung von „Aussagen über Kognitionen“ zu beschränken (und damit von Emotionen, den umgangssprachlich sog. „gefühlsmäßigen Reaktionen“ oder dem „Gefühlsleben“ der Alltagspsychologie zu unterscheiden).
8. ↑  Hellmut Bock: Anglo-American Common Sense and German Geist, in: American Quarterly, 1956, S. 155–165
9. ↑  Zu dem weitreichenden psychoevolutionären Hintergrund der hier (auch) sprachhistorisch aufscheinenden Zusammenhängen s. Julian Jaynes’ „Der Ursprung des Bewusstseins“ (Memento des Originals vom 19. Mai 2014 im Internet Archive)  Info: Der Archivlink wurde automatisch eingesetzt und noch nicht geprüft. Bitte prüfe Original- und Archivlink gemäß Anleitung und entferne dann diesen Hinweis. (komplett als PDF-Datei; 2,4 MB; Achtung: Die Seitenangaben hier sind mit dem Originaldruck nicht identisch!)
10. ↑  Übersetzung des Ps. 33, zitiert im Deutschen Wörterbuch von Jacob Grimm und Wilhelm Grimm
11. ↑  Max Weber: Die protestantische Ethik und der 'Geist' des Kapitalismus 1904
12. ↑  Samuel R. Nüesch: Die Leib-Seele Debatte: Eine Übersicht der wichtigsten Positionen. Arbeitspapiere aus der IKAÖ, Nr. 1, Universität Bern, September 2008, [www.ikaoe.unibe.ch/publikationen/arbeitspapier_01.pdf PDF], abgerufen am 22. Februar 2024, S. 6–7.
13. ↑  Michael Pauen und Gerhard Roth: Geist und Gehirn. Essay im Lexikon der Neurowissenschaft auf spektrum.de, online abgerufen am 22. Februar 2024.
14. ↑  Thomas Diekwisch: Biologische Beiträge zum Leib-Seele-Problem. Inauguraldissertation, Philipps-Universität Marburg, Bielefeld 2004, PDF, abgerufen am 25. Februar 2024, S. 259–260, 275, 290.
15. 1 2  Ralph Adolphs und Antonio R. Damasio: Bewusstsein und Neurowissenschaft. DOI:10.1515/9783110525601-010, in: Burkhart Bromm, Jörn Henning Wolf (Hrsg.): Von der Freiheit, Schmerz zu spüren. Abhandlungen der Akademie der Wissenschaften in Hamburg, Band 7. de Gruyter, Berlin/Boston 2017, ISBN 978-3-11-052351-5, S. 77–78, 83, 90–93.
16. ↑  Manfred Stöckler: Gehirn, Bewusstsein und Schmerz – eine Skizze, wie alles zusammenpassen könnte. DOI:10.1515/9783110525601-011, in: Burkhart Bromm, Jörn Henning Wolf (Hrsg.): Von der Freiheit, Schmerz zu spüren. Abhandlungen der Akademie der Wissenschaften in Hamburg, Band 7. de Gruyter, Berlin/Boston 2017, ISBN 978-3-11-052351-5, S. 97–100.
17. ↑  Patrick Spät: Panpsychismus: ein Lösungsvorschlag zum Leib-Seele-Problem. Dissertation, FreiDok der Universität Freiburg, Freiburg 2010, PDF, abgerufen am 17. Juni 2023, S. 5, 11–14.
18. ↑  Stichwort: Intentionalität im Lexikon des Magazins philosophie auf philomag.de, online abgerufen am 23. Februar 2024.
19. ↑  Gerhard Roth: Neurale Mechanismen des Bewusstseins. DOI:10.1515/9783110525601-009, in: Burkhart Bromm, Jörn Henning Wolf (Hrsg.): Von der Freiheit, Schmerz zu spüren. Abhandlungen der Akademie der Wissenschaften in Hamburg, Band 7. de Gruyter, Berlin/Boston 2017, ISBN 978-3-11-052351-5, S. 59.
20. ↑  Michael Hampe: Philosophie. In: Philipp Sarasin, Marianne Sommer (Hrsg.): Evolution. Ein interdisziplinäres Handbuch. J. B. Metzler, Stuttgart/Weimar 2010, ISBN 978-3-476-02274-5, S. 273–286.
21. ↑  Ansgar Beckermann: Analytische Einführung in die Philosophie des Geistes. 2. Aufl. De Gruyter, Berlin u. a. 2001, ISBN 3-11-017065-5, S. 115.
22. ↑  Manfred Stöckler: Gehirn, Bewusstsein und Schmerz – eine Skizze, wie alles zusammenpassen könnte. DOI:10.1515/9783110525601-011, in: Burkhart Bromm, Jörn Henning Wolf (Hrsg.): Von der Freiheit, Schmerz zu spüren. Abhandlungen der Akademie der Wissenschaften in Hamburg, Band 7. de Gruyter, Berlin/Boston 2017, ISBN 978-3-11-052351-5, S. 102–103, S. 97–106.
23. ↑  Samuel R. Nüesch: Die Leib-Seele Debatte: Eine Übersicht der wichtigsten Positionen. Arbeitspapiere aus der IKAÖ, Nr. 1, Universität Bern, September 2008, [www.ikaoe.unibe.ch/publikationen/arbeitspapier_01.pdf PDF], abgerufen am 22. Februar 2024, S. 56–58.
24. ↑  Julius Stenzel: Zur Entwicklung des Geistbegriffs in der griechischen Philosophie (1956), abgedruckt in Um die Begriffswelt der Vorsokratiker / (von Kurt Riezler u. a.); hrsg. von Hans-Georg Gadamer. – Darmstadt : Wissenschaftliche Buchgesellschaft, 1968. (Wege der Forschung ; 9)
25. ↑  Anaximenes: DK 13 B 2
26. 1 2  G. Verbeke, Geist. II. Pneuma, in: Joachim Ritter u. a. (Hrsg.): Historisches Wörterbuch der Philosophie, Bd. 3, Basel 1974, Sp. 154–166
27. 1 2  Francesco Moiso: Geist. 2. Begriffsgeschichte. 2.1 'Pneuma' und die anderen griechischen Wörter, in: Hans Jörg Sandkühler (Hrsg.): Enzyklopädie Philosophie, Hamburg 1999, S. 434 f.
28. ↑  Aristoteles: De An. III, 4, 429 a 22 f.
29. 1 2   Christoph Horn/Christof Rapp: Vernunft/Verstand. II. Antike, in: Joachim Ritter u. a. (Hrsg.): Historisches Wörterbuch der Philosophie, Bd. 11, Basel 2001, Sp. 749–764
30. ↑  Augustinus: De animae quantitate  13.
31. ↑  Thomas von Aquin: Summa theologiae I, 76, 2.
32. ↑  René Descartes: Meditationes de prima philosophia, 1641
33. ↑  Saul Kripke, Naming and Necessity, Blackwell Pub., Oxford, 1981 ISBN 0-631-12801-8
34. ↑  David Chalmers: The conscious Mind, Oxford, Oxford University Press, 1997, ISBN 0-19-511789-1
35. ↑  Zur Kritik der Politischen Ökonomie. Vorwort. MEW 13, S. 9, 1859.
36. ↑  Emil Heinrich du Bois-Reymond: Über die Grenzen des Naturerkennens, Vortrag, 1872
37. ↑  Wilhelm Dilthey: Einleitung in die Geisteswissenschaften, 1863
38. ↑  Edmund Husserl: Ideen zu einer reinen Phänomenologie und phänomenologischen Philosophie. Erstes Buch: Allgemeine Einführung in die reine Phänomenologie 1913
39. ↑  Klassiker sind: Ullin Place: Is Consciousness a Brain Process? in: British Journal of Psychology, 1956 und John Jamieson Carswell Smart: Sensations and Brain Processes in: Philosophical Review, 1956.
40. ↑  Thomas Nagel: What is it like to be a bat? In: The Philosophical Review, 1974, S. 435–450
41. ↑  Klaus Dörner: Bürger und Irre. Zur Sozialgeschichte und Wissenschaftssoziologie der Psychiatrie. (1969) Fischer Taschenbuch, Bücher des Wissens, Frankfurt am Main 1975, ISBN 3-436-02101-6; S. 263, 270
42. ↑  Manfred Spitzer: Geist im Netz, Modelle für Lernen, Denken und Handeln. Spektrum Akademischer Verlag Heidelberg 1996, ISBN 3-8274-0109-7. S. 10
43. ↑  Schon der Protosoziologe Montesquieu benutzte „esprit“ in seinem Vom Geist der Gesetze von 1748 in diesem Sinne.
44. ↑  Günter Bierbrauer. (2005), Sozialpsychologie, ISBN 3-17-018213-7
45. ↑  John R. Anderson / Christian Lebiere: The atomic components of thought, Erlbaum, 1998, ISBN 0-8058-2816-8
46. ↑  Sigmund Freud: Das Ich und das Es, 1923
47. ↑  Rudi Paret: Der Koran. Übersetzung. 4. Auflage. Kohlhammer, Stuttgart 1985, ISBN 3-17-008994-3, S. 213.
48. ↑  Vgl. Josef van Ess: Theologie und Gesellschaft im 2. und 3. Jahrhundert Hidschra. Eine Geschichte des religiösen Denkens im frühen Islam. Band V. Berlin-New York 1993. S. 111.
49. ↑  Vgl. dazu Josef van Ess: Theologie und Gesellschaft im 2. und 3. Jahrhundert Hidschra. Eine Geschichte des religiösen Denkens im frühen Islam. Band III. Berlin-New York 1992. S. 115.
50. ↑  Vgl. van Ess III 369f.
51. ↑  So etwa bei Augustinus, „De vera religione“ 39.
52. ↑  So anscheinend bei Meister Eckhart, Von der Stadt der Seele
53. ↑  In diese Tradition lassen sich auch Texte einreihen wie Angelus Silesius, Erstes Buch 6. Kap.
54. ↑  M. de Certeau: Art. Mystique in: Encyclopédie Universalis; ders: Le corps folié: mystique et folie aux XVIe et XVIIe siècles, in La Folie dans la psychanalyse, Payot, 1977, 189–203 hat dies zu analysieren und erklären versucht.